# Arrondissement Mayenne
Mayenne is een arrondissement van het Franse departement Mayenne in de regio Pays de la Loire. De onderprefectuur is Mayenne.

## Kantons
Het arrondissement was tot 2014 samengesteld uit de volgende kantons:
- Kanton Ambrières-les-Vallées
- Kanton Bais
- Kanton Couptrain
- Kanton Ernée
- Kanton Gorron
- Kanton Le Horps
- Kanton Landivy
- Kanton Lassay-les-Châteaux
- Kanton Mayenne-Est
- Kanton Mayenne-Ouest
- Kanton Pré-en-Pail
- Kanton Villaines-la-Juhel

Na de herindeling van de kantons op 22 maart 2015 en de herindeling van de arrondissementen op 30 maart 2016, omvat het volgende kantons:
- Kanton Bonchamp-lès-Laval ( deel 1/8 )
- Kanton Ernée
- Kanton Évron
- Kanton Gorron
- Kanton Lassay-les-Châteaux
- Kanton Mayenne
- Kanton Meslay-du-Maine ( deel 10/33 )
- Kanton Villaines-la-Juhel